# Raymond Cattell
Raymond Bernard Cattell (Hilltop, Inglaterra, 28 de marzo de 1905-Honolulu, EE. UU., 2 de febrero de 1998) fue un psicólogo británico afincado posteriormente en Estados Unidos. Cattell teorizó sobre la inteligencia y la personalidad, proponiendo la existencia de una inteligencia fluida y una inteligencia cristalizada. Se trata de uno de los psicólogos más famosos del siglo XX, a lo que hay que unir su gran productividad literaria, lo que conllevó esa popularidad. Es el autor o coautor de 55 libros y más de 500 artículos en revistas especializadas y de divulgación, además de haber realizado o participado en la realización de al menos 300 pruebas estandarizadas de uso común entre los psicólogos. Todo esto le convierte en un autor muy influyente.
Como psicólogo, Cattell fue seguidor y defensor del método científico aplicado a la psicología, siendo de los primeros en proponer el método de análisis de factores, en oposición a lo que llamaba «verbal theorizing» (teorización verbal). Una de las aplicaciones más importantes del análisis factorial de Cattell en la psicología fue la definición de 16 factores o rasgos fundamentales que subyacían a la personalidad humana. A estos factores los llamó factores fuente, pues pensaba que a partir de ellos se creaba la personalidad individual. Esta teoría de los 16 factores y los instrumentos estandarizados usados para su medida, se conocen colectivamente como 16PF o 16 factores de la personalidad (16 Personality Factors).

## Innovaciones y logros
La investigación de Cattell se centró principalmente en la personalidad, las habilidades, las motivaciones y los métodos innovadores de investigación multivariante y el análisis estadístico (especialmente sus numerosos refinamientos de la metodología de análisis factorial exploratorio).  En su investigación sobre la personalidad, es más recordado por su modelo de 16 factores de la estructura normal de la personalidad, argumentando a favor de este modelo sobre el modelo de 3 factores de orden superior más simple de Eysenck, y construyendo medidas de estos factores primarios en la forma del Cuestionario 16PF (y sus extensiones descendentes: HSPQ, y CPQ, respectivamente).  Fue el primero en proponer un modelo jerárquico y multinivel de la personalidad con los numerosos factores primarios básicos en el primer nivel y los factores de "segundo orden", menos amplios, en un estrato superior de la organización de la personalidad. Estos constructos de "rasgos globales" son los precursores del actualmente popular modelo de los Modelo de los cinco grandes rasgos  (FFM) de la  de la personalidad. Las investigaciones de Cattell condujeron a otros avances, como la distinción entre medidas de estado y de rasgo (por ejemplo, ansiedad de estado-rasgo), que van en un continuo desde los estados emocionales transitorios inmediatos, pasando por los estados de ánimo de acción más prolongada, los rasgos motivacionales dinámicos y también los rasgos de personalidad relativamente duraderos. Cattell también realizó estudios empíricos sobre los cambios en el desarrollo de los constructos de rasgos de personalidad a lo largo de la vida.
En el ámbito de las capacidades cognitivas, Cattell investigó una amplia gama de capacidades, pero es más conocido por la distinción entre las Inteligencias fluida y cristalizada. Distinguió entre las capacidades cognitivas abstractas, adaptativas y de influencia biológica que denominó "inteligencia fluida" y la capacidad aplicada, basada en la experiencia y potenciada por el aprendizaje que denominó "inteligencia cristalizada". Así, por ejemplo, un mecánico que ha trabajado en motores de avión durante 30 años podría tener una gran cantidad de conocimientos "cristalizados" sobre el funcionamiento de estos motores, mientras que un joven ingeniero nuevo con más "inteligencia fluida" podría centrarse más en la teoría del funcionamiento del motor, estos dos tipos de capacidades podrían complementarse y trabajar juntos para lograr un objetivo.  Como base para esta distinción, Cattell desarrolló el modelo de inversión de la capacidad, argumentando que la capacidad cristalizada surgía de la inversión de la capacidad fluida en un tema de conocimiento concreto. Contribuyó a la epidemiología cognitiva con su teoría de que el conocimiento cristalizado, aunque más aplicado, podía mantenerse o incluso aumentar después de que la capacidad fluida comenzara a declinar con la edad, un concepto utilizado en el Test Nacional de Lectura para Adultos. (NART). Cattell construyó una serie de pruebas de capacidad, incluyendo la Batería de Capacidades Completas (CAB) que proporciona medidas de 20 capacidades primarias, y el Culture Fair Intelligence Test (CFIT) que fue diseñado para proporcionar una medida de inteligencia completamente no verbal como la que ahora se ve en las Raven's. Las escalas de inteligencia Culture Fair pretendían minimizar la influencia de los antecedentes culturales o educativos en los resultados de los tests de inteligencia.
En cuanto a la metodología estadística, en 1960 Cattell fundó la Sociedad de Psicología Experimental Multivariada (SMEP), y su revista Multivariate Behavioral Research, con el fin de reunir, fomentar y apoyar a los científicos interesados en la investigación multivariada. Fue un usuario temprano y frecuente del análisis factorial (un procedimiento estadístico para encontrar factores subyacentes en los datos). Cattell también desarrolló nuevas técnicas de análisis factorial, por ejemplo, al inventar la prueba scree, que utiliza la curva de raíces latentes para juzgar el número óptimo de factores a extraer. También desarrolló un nuevo procedimiento de rotación para el análisis factorial, el "Procrustes" o rotación no ortogonal, diseñado para que los propios datos determinen la mejor ubicación de los factores, en lugar de requerir factores ortogonales. Otras contribuciones incluyen el Coeficiente de Similitud de Perfiles (que tiene en cuenta la forma, la dispersión y el nivel de dos perfiles de puntuación); el análisis factorial de la técnica P basado en mediciones repetidas de un solo individuo (muestreo de variables, en lugar de muestreo de personas); el análisis factorial de la técnica dR para dilucidar las dimensiones del cambio (incluidos los estados emocionales transitorios y los estados de ánimo de mayor duración); el programa Taxonome para determinar el número y el contenido de los conglomerados en un conjunto de datos; el programa Rotoplot para obtener soluciones de patrones factoriales de estructura simple máxima. Además, propuso el Cálculo Dinámico para evaluar los intereses y la motivación, el cuadro de relaciones de datos básicos (que evalúa las dimensiones de los diseños experimentales), el constructo de sintalidad de grupo ("personalidad" de un grupo), la teoría triádica de las capacidades cognitivas, la Tabla de Análisis de la Dimensión de la Capacidad (ADAC), y el Análisis de Varianza Abstracto Múltiple (MAVA), con "ecuaciones de especificación" para plasmar las variables genéticas y ambientales y sus interacciones.

## Opiniones sobre la raza y la eugenesia
William H. Tucker (psicólogo) y Barry Mehler han criticado a Cattell basándose en sus escritos sobre evolución y sistemas políticos. Argumentan que a lo largo de su vida Cattell se adhirió a una mezcla de eugenesia y una nueva religión de su invención que finalmente denominó Beyondismo y que propuso como "una nueva moral desde la ciencia". Tucker también señala que Cattell agradeció a los prominentes ideólogos neonazis y supremacistas blancos Roger Pearson, Wilmot Robertson, y Revilo P. Oliver en el prefacio de su Más allá, y que un boletín de noticias del Más allá en el que Cattell participaba reseñó favorablemente el libro de Robertson El etnoestado.
Cattell afirmaba que era necesaria una diversidad de grupos culturales para permitir esa evolución. Cattell especulaba sobre la selección natural basada tanto en la separación de los grupos como en la restricción de la ayuda "externa" a los grupos "fracasados" de los "exitosos". Esto incluía la defensa de "medidas educativas y de control voluntario de la natalidad", es decir, separando los grupos y limitando el crecimiento excesivo de los grupos fracasados. John Gillis, biógrafo de Cattell ha argumentado que, aunque algunos de los puntos de vista de Cattell son controvertidos, Tucker y Mehler han exagerado y tergiversado sus puntos de vista sacando citas fuera de contexto, y remitiéndose a escritos obsoletos. Magrietha Lotz (2008, p. 136) también dice que fue sacado de contexto por sus críticos. Lotz dice que "los puntos de vista que desarrolló en la década de 1930 eran comunes entre sus contemporáneos, cuando las creencias en las diferencias raciales estaban muy extendidas, y no deben ser distorsionados al juzgarlos según los estándares actuales. Las observaciones científicas generales no deben leerse como declaraciones morales personales".
En 1997, Cattell fue elegido por la American Psychological Association (APA) para su "Premio de la Medalla de Oro a la Trayectoria en la Ciencia de la Psicología". Antes de la entrega de la medalla, Mehler lanzó una campaña publicitaria contra Cattell a través de su fundación sin ánimo de lucro ISAR, acusando a Cattell de simpatizar con ideas racistas y fascistas. Mehler afirmó que "es inconcebible honrar a este hombre cuyo trabajo ayuda a dignificar las ideas políticas más destructivas del siglo XX". La APA convocó un comité de expertos para investigar la legitimidad de las acusaciones. Antes de que el comité tomara una decisión, Cattell publicó una carta abierta al comité en la que decía: "Creo en la igualdad de oportunidades para todas las personas y aborrezco el racismo y la discriminación por motivos de raza.  Cualquier otra creencia sería contraria al trabajo de mi vida" y afirmaba que "es lamentable que el anuncio de la APA... haya dado mucha publicidad a las declaraciones de críticos equivocados"  Cattell rechazó el premio, retirando su nombre de la consideración, y el comité se disolvió. Cattell murió meses después a la edad de 92 años.
En 1984, Cattell dijo que: "Lo único razonable es no comprometerse con la cuestión de la raza: no es el tema central, y sería un gran error desviarse hacia todos los trastornos emocionales que se producen en las discusiones sobre las diferencias raciales. Deberíamos ser muy cuidadosos para disociar la eugenesia de ello - la verdadera preocupación de la eugenesia debería ser con las diferencias individuales." Richard L. Gorsuch (1997) escribió (en una carta a la American Psychological Foundation, párrafo 4) que: "La acusación de racismo está 180 grados fuera de lugar. [Cattell] fue el primero en cuestionar el sesgo racial en los tests y en intentar reducir ese problema".

## Publicaciones seleccionadas
Los artículos y libros de Raymond Cattell son los séptimos más citados en las revistas de psicología revisadas por pares durante el último siglo. Sus 25 publicaciones más citadas son:
- Cattell, R. B. (1943). The description of personality: Basic traits resolved into clusters. Journal of Abnormal and Social Psychology, 38, 476–506. (1725 citations)
- Cattell, R. B. (1943). The measurement of adult intelligence. Psychological Bulletin, 40, 153–193. (982 citations)
- Cattell, R. B. (1946). Description and Measurement of Personality.  New York: World Book. (2100 citations)
- Cattell, R. B. (1947). Confirmation and clarification of primary personality factors. Psychometrika, 12, 197–220. (666 citations)
- Cattell, R. B. (1950). Personality: A Systematic Theoretical and Factual Study. New York: McGraw Hill. (1636 citations)
- Cattell, R. B. (1952). Factor Analysis: An Introduction and Manual for the Psychologist and Social Scientist. Oxford, UK: Harper. (362 citations)
- Cattell, R. B. (1957). Personality and Motivation Structure and Measurement. New York: World Book. (3042 citations)**
- Cattell, R. B. (1963). Theory of fluid and crystallized intelligence: A critical experiment. Journal of Educational Psychology, 54, 1–22. (3906 citations)
- Cattell, R. B. & Scheier, I. H. (1961). The Meaning and Measurement of Neuroticism and Anxiety. New York: Ronald Press. (1154 citations)
- Cattell, R. B. (1965). Factor analysis: An introduction to essentials I: The purpose and underlying models. Biometrics, 21, 190–215. (728 citations)
- Horn, J. L. & Cattell, R. B. (1966). Refinement and test of the theory of fluid and crystallized intelligence. Journal of Educational Psychology, 57, 253–270. (2449 citations)
- Cattell, R. B. (1966). The Scree Test for the number of factors. Multivariate Behavioral Research, 1(2), 245–276. (16489 citations)
- Horn, J. L. & Cattell, R. B. (1967). Age difference in fluid and crystallized intelligence. Acta Psychologica, 26, 107–129. (1268 citations)
- Cattell, R. B. & Scheier, I. H. (1967). Handbook for the IPAT Anxiety Scale Questionnaire. Champaign IL: IPAT. (631 citations)
- Cattell, R. B. & Butcher, H. J. (1968). The Prediction of Achievement and Creativity. Oxford, UK: Bobbs-Merrill. (630 citations)
- Cattell, R. B. et al. (1970). Handbook for the 16 Personality Factor Questionnaire (16PF) in Clinical Educational Industrial and Research Psychology. Champaign, IL: IPAT. (3486 citations)
- Cattell, R. B., Eber, H. W., & Tatsuoka, M. M.  (1970). Handbook for the Sixteen Personality Factor Questionnaire (16 PF). Champaign IL: IPAT. (3048 citations)
- Cattell, R. B. (1971). Abilities: Their Structure, Growth, and Action. Boston, MA: Houghton Mifflin. (4601 citations)
- Cattell, R. B. (1973). Personality and Mood by Questionnaire.  San Francisco, CA: Jossey-Bass. (1106 citations)
- Cattell, R. B. & Vogelmann, S. (1977). A comprehensive trial of the scree and KG criteria for determining the number of factors. Multivariate Behavioral Research, 12, 289–335. (697 citations)
- Cattell, R. B. & Kline, P. (1977). The Scientific Analysis of Personality and Motivation. New York: Academic. (2340 citations)
- Cattell, R. B. (1978). The Scientific Use of Factor Analysis in Behavioral and Life Sciences. New York: plenum. (3579 citations)
- Cattell, R. B. (1987). Intelligence: Its Structure, Growth, and Action. Amsterdam: Elsevier. (1744 citations)
- Nesselroade, J. R. & Cattell, R. B. (1988). Handbook of Multivariate Experimental Psychology (Rev. 2nd ed.) New York: Plenum. (1682 citations)
- Cattell, R. B. (1988). The meaning and strategic use of factor analysis. In Handbook of Multivariate Experimental Psychology. New York: Plenum. (1065 citations)